# 下村ひろし
下村 ひろし（しもむら ひろし、1904年6月16日 - 1986年4月21日）は、長崎県出身の俳人、医師。本名宏。長崎市生。長崎医科大学卒。在学中、田中田士英の指導で俳句を始める。1933年、「馬酔木」に入会し水原秋桜子に師事。1947年「棕梠（しゅろ）」を創刊・主宰。終生まで長崎で活動したと見られ、初期より異国情緒のある句を詠む。また医師として被爆者の救済に務めた経験ものちの句作に影響を及ぼした。1977年、『西陲集』により第17回俳人協会賞を受賞。句集に『石階聖母』（1963年）『西陲集』（1976年）『西陲集以後』（1988年）。